# Thijmen Nijhuis
Thijmen Joel Sander Nijhuis (* 25. Juli 1998 in Wierden) ist ein niederländischer Fußballtorwart. Er steht in Deutschland beim Drittligisten SV Waldhof Mannheim unter Vertrag. Zudem war Nijhuis auch niederländischer Nachwuchsnationaltorwart.

## Karriere

### Verein
Thijs Nijhuis wurde in Wierden in der Nähe von Almelo in der Provinz Overijssel geboren. Er begann allerdings mit dem Fußballspielen in Utrecht, als er dem USV Elinkwijk beitrat, und wechselte später in das Nachwuchsleistungszentrum des Erstligisten FC Utrecht. Sein erstes Spiel in einer Profiliga war die 1:4-Niederlage mit der zweiten Mannschaft des Vereins am 5. August in der zweiten niederländischen Liga bei NAC Breda. Vier Jahre später, am 18. Oktober 2020, folgte sein Debüt in der Eredivisie, als er beim torlosen Unentschieden im Auswärtsspiel am 5. Spieltag gegen den FC Groningen zum Einsatz kam. Ab Sommer 2021 spielte er auf Leihbasis beim Zweitligisten MVV Maastricht, wo er zunächst die ersten zwölf Ligaspiele der Saison 2021/22 absolvierte, dann aber seinen Stammplatz an Romain Matthys verlor. Anfang Januar 2022 kehrte er daraufhin nach Utrecht zurück, wo er erneut in der zweiten Mannschaft des Vereins, ebenfalls in der zweiten Liga, zum Einsatz kam.
Im Sommer 2024 wechselte Nijhuis zum HJK Helsinki.
Im August 2025 wechselte er nach Deutschland zum Drittligisten SV Waldhof Mannheim.

### Nationalmannschaft
Thijs Nijhuis lief in den Jahren 2013 und 2014 in insgesamt drei Freundschaftsspielen für die niederländische U16-Nationalmannschaft auf. In der Folgezeit kamen im Jahr 2015 zwei Partien in der Eliterunde in der Qualifikation für die U-17-Fußball-Europameisterschaft 2015 für die niederländische U17-Auswahl hinzu sowie Einsätze in Testspielen für die U18-Junioren. Am 11. November 2016 lief Nijhuis beim 1:2 in der georgischen Hauptstadt Tiflis im Rahmen der Qualifikation für die U-19-Fußball-Europameisterschaft 2017 zum ersten und einzigen Mal für die U19-Auswahl der Niederlande auf. Am 15. November 2018 spielte er beim 3:1-Sieg im Testspiel in Baden gegen die Schweiz zum einzigen Mal für die U20-Nationalmannschaft.